# دریم (یوتیوبر)
دریم (به انگلیسی: Dream) (زادهٔ ۱۲ اوت ۱۹۹۹) یوتیوبر و استریمر آمریکایی است که بخاطر انتشار محتوا در مورد بازی ماینکرفت مشهور است. در سال‌های ۲۰۱۹ و ۲۰۲۰ بعد از انتشار ویدئوهای اسپیدران بازی ماینکرفت محبوبیت قابل توجهی به دست آورد. در اواخر سال ۲۰۲۰، دریم به تقلب متهم شد که او تکذیب کرد، ولی بعداً اعتراف کرد که در بازی ماد نصب کرده‌است.
از ۲۶ ژانویه ۲۰۲۲، هفت کانال یوتیوب او در مجموع به بیش از ۳۹ میلیون مشترک و بیش از ۲٫۹ میلیارد بازدید رسیده‌است. در سال‌های ۲۰۲۰ و ۲۰۲۱، یوتیوب جایزه استریمی را به دریم اعطا کرد.
دریم هم اکنون در سال ۲۰۲۴ هم نیز در شبکه های اجتماعی فعالیت می‌کند.

## رسوایی تقلب
در اوایل اکتبر ۲۰۲۰، دریم یک اسپیدران از ماینکرفت را به صورت زنده پخش کرد و رکود خود را به سایت speedrun.com ارسال کرد و توانست مقام پنجم جهانی را کسب کند. در ۱۶ اکتبر یک محتواساز دیگر در توییتر دریم را متهم به تقلب کرد و اشاره کرد که در ویدئوهای او، نرخ پیدا شدن آیتم‌های کلیدی افزایش یافته‌است. در ۲۹ اکتبر دریم در توییتر استدلال کرد که دلیلی برای تقلب ندارد زیرا دانش کدنویسی برای افزایش نرخ آیتم‌ها را ندارد.
در ۱۱ دسامبر ۲۰۲۰، به دنبال یک تحقیق دوماهه، تیم ماینکرفت سایت speedrun.com رکوردهای دریم را از تابلو امتیازات حذف کرد. گزارش این تیم یک ویدئو ۱۴ دقیقه ای در یوتیوب بود که ویدئوهای اسپیدران دریم را تجزیه و تحلیل می‌کرد. تیم به این نتیجه رسیده بود که بازی به گونه ای اصلاح شده که شانس به دست آوردن آیتم‌های خاص مورد نیاز برای تکمیل بازی بالاتر از حد معمول باشد به طوری که شانس به دست آوردن همان آیتم‌ها، به روش قانونی ۱ در ۷٫۵ تریلیون است. در پاسخ، دریم ویدئو را تله‌کلیک توصیف کرد و ادعا کرد که تحقیقات به قدری ناقص بوده که برخی از اعضای تیم نظارتی speedrun.com تهدید به کناره‌گیری از تحقیقات شدند. یکی از گردانندگان Speedrun.com این اتهام را رد کرد و گفت: «همه ناظران به اتفاق آرا در تصمیم ما رای دادند و هیچ‌کس تهدید به ترک نشده‌است».
در ۴ فوریه ۲۰۲۱، مت پارکر، یک ریاضی‌دان سرگرمی، ویدئویی را در مورد این موضوع منتشر کرد و از نتیجه‌گیری ناظران حمایت کرد.
در ۳۰ مه ۲۰۲۱، در یک بیانیه کتبی، دریم اظهار داشت که در واقع از یک «ماد غیرمجاز» استفاده کرده که احتمال پیدا شدن آیتم‌ها را تغییر می‌دهد ولی ادعا کرد که افزودن این ماد غیرعمدی بوده‌است. به گفته وی، این اختلاف نتیجه تغییر ناشناخته یک مد کلاینت بوده که برای کانال یوتیوب خوش نوشته شده‌است. دریم در بیانیه خود گفت که تا فوریه ۲۰۲۱ از اضافه شدن ماد بی اطلاع بوده‌است. پس از آگاه شدن از وجود این ماد، دریم ویدئو اول خود به مدیران speedrun.com را حذف کرد و توضیح داد که نمی‌خواسته که در مرکز توجه دراما باشد و به این علت در آن زمان به وجود ماد اشاره نکرد.

## زندگی شخصی
دریم چهره خود را نشان داده ولی هویت واقعی و بسیاری از جنبه‌های زندگی شخصی او ناشناخته است. از سال ۲۰۲۱، دریم در اورلندو، فلوریدا اقامت دارد. دریم علناً در مورد تشخیص ADHD خود صحبت کرده‌است.